# Nicolás Fernández Arias
Nicolás Fernández Arias (Laguna de Duero (Valladolid), 1863 - [...?]) fou un compositor espanyol. Fou deixeble de Llorente (violí) i Barrera (harmonia i composició); simultanieja els seus estudis amb la carrera sacerdotal, que acabà, i el 1892 guanyà per oposició el càrrec de mestre de capella de l'església prioral de les Ordes militars, de Ciudad Real. El 1893 fou nomenat director de música i magisteri de la catedral de la capital manxega.
És autor d'un gran nombre de composicions del gènere religiós, destacant entre ells, una Missa a tres veus i orgue, dues a tres veus amb orquestra i un Miserere a 4 veus, amb cor i orquestra.